# PSPP
PSPP是用于資料取樣分析的免费软體，目標乃作为IBM SPSS Statistics的免費替代軟體，具有图形用户界面 和一般的命令行界面。它是用C語言編寫的，使用GNU科学库作為數學庫。 PSPP此一四個字母的名稱並沒有「正式的全文」。 

## 功能
本軟體功能包括頻次、均值的交叉表比较（ t检验和单向ANOVA ）、線性迴歸，邏輯斯迴歸，信賴度（ Cronbach的alpha值 ），並對資料進行重新排序、非參數測試、因素分析、聚類分析（cluster analysis），主成分分析，卡方分析等。 
使用者可以選擇以ASCII ， PDF ， PostScript ， SVG或HTML格式輸出統計結果和圖形；可以產生的統計圖包括直方图 、饼图、scree plot、np图 。 
PSPP可以匯入Gnumeric和OpenDocument 电子表格 ， Postgres 数据库 ， 逗号分隔的值和ASCII文件。 匯出格式為SPSS「可携式」和「系统」格式，以及ASCII文件。 PSPP使用的某些函式库可以供其他程式編碼；PSPP-Perl（页面存档备份，存于）提供介面以連接PSPP所使用的函式库。 

### 起源
PSPP計畫（最初稱為「 Fiasco」）誕生於1990年代末期，目標是成為SPSS（一個數據管理與分析工具）的免费替代品。因為 SPSS 的智慧財產權與數位版權管理問題，促使作者決定動手編寫替代軟體，在功能上相同，但允许所有人复制，修改和共享。 

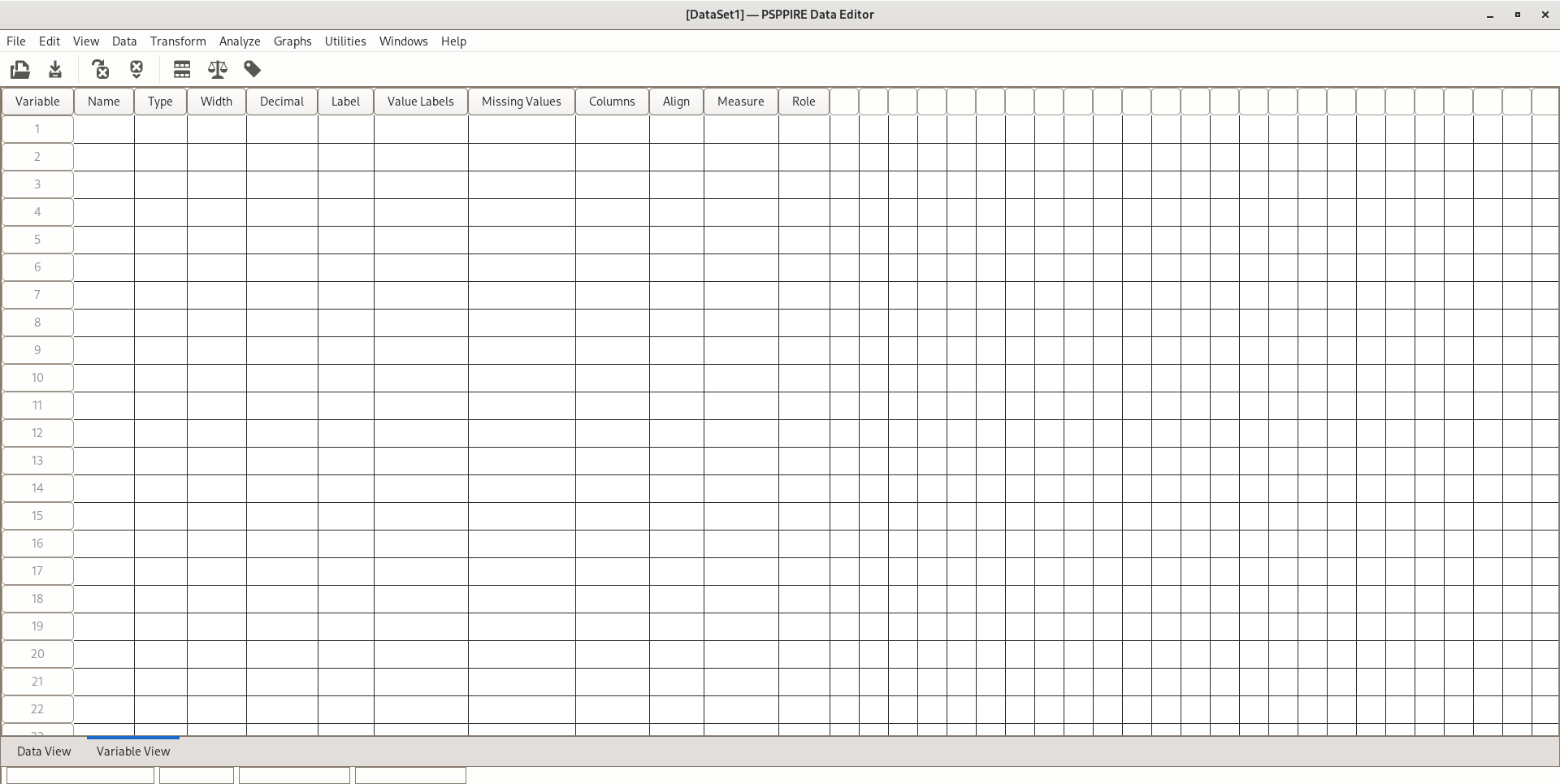
PSPP 1.6.2

## 關於 PSPP 的評論與研究
在《SPSS For Dummies》一書中，作者以「你可以在網路上找到的十個有用的東西」為標題評論 PSPP 。另一項對免費統計軟體的評論發現，PSPP 的計算結果在頻次、平均值、相關性和迴歸方面與 SAS 的結果相符。
一項研究發現，使用 PSPP 的學生在使用 PSPP 時對學習統計變得更加正向。
使用 PSPP 進行的研究例子，包括關於青少年創傷後壓力的研究 、關於營養軟體的研究，以及關於網路成癮的研究。